# Kestratherina brevirostris
Kestratherina brevirostris är en fiskart som beskrevs av Pavlov, Ivantsoff, Last och Crowley, 1988. Kestratherina brevirostris ingår i släktet Kestratherina och familjen silversidefiskar. IUCN kategoriserar arten globalt som livskraftig. Inga underarter finns listade i Catalogue of Life.